# Campeonato Mundial de Rugby M19 División B de 1999
El Campeonato Mundial de Rugby M19 División B de 1999 se disputó en Gales y fue la vigésima edición del torneo en categoría M19.

## Posiciones

### Cuartos de final
- Los perdedores avanzan a la semifinal del 5° al 8° puesto

| 29 de marzo | España | 13 - 7 | Alemania |  |  |

| 29 de marzo | Portugal | 21 - 10 | Paraguay |  |  |

| 29 de marzo | Rusia | 10 - 3 | Ucrania |  |  |

| 29 de marzo | República Checa | 22 - 10 | Bélgica |  |  |

### Semifinal 5° al 8° puesto
| 1 de abril | Ucrania | 25 - 14 | Bélgica |  |  |

| 1 de abril | Paraguay | 10 - 5 | Alemania |  |  |

### Semifinales Campeonato
| 1 de abril | España | 17 - 10 | Portugal |  |  |

| 1 de abril | Rusia | 46 - 33 | República Checa |  |  |

### Séptimo puesto
| 4 de abril | Alemania | 23 - 13 | Bélgica |  |  |

### Quinto puesto
| 4 de abril | Ucrania | 14 - 10 | Paraguay |  |  |

### Tercer puesto
| 4 de abril | Portugal | 10 - 6 | República Checa |  |  |

### Final
| 4 de abril | España | 19 - 13 | Rusia |  |  |

| Bandera de España |
| Campeón España    |
| Segundo título    |